# Meggett
Meggett és una població dels Estats Units a l'estat de Carolina del Sud. Segons el cens del 2000 tenia 1.230 habitants.

## Demografia
Segons el cens del 2000, Meggett tenia 1.230 habitants, 484 habitatges i 377 famílies. La densitat de població era de 32,6 habitants/km².
Dels 484 habitatges en un 28,3% hi vivien nens de menys de 18 anys, en un 67,8% hi vivien parelles casades, en un 6,8% dones solteres, i en un 22,1% no eren unitats familiars. En el 18,8% dels habitatges hi vivien persones soles el 8,5% de les quals corresponia a persones de 65 anys o més que vivien soles. El nombre mitjà de persones vivint en cada habitatge era de 2,54 i el nombre mitjà de persones que vivien en cada família era de 2,9.
Per edats la població es repartia de la següent manera: un 21,5% tenia menys de 18 anys, un 5,9% entre 18 i 24, un 25,5% entre 25 i 44, un 33,5% de 45 a 60 i un 13,7% 65 anys o més.
L'edat mediana era de 44 anys. Per cada 100 dones de 18 o més anys hi havia 103,8 homes.
La renda mediana per habitatge era de 45.809$ i la renda mediana per família de 51.667$. Els homes tenien una renda mediana de 36.563$ mentre que les dones 26.375$. La renda per capita de la població era de 22.906$. Entorn del 6% de les famílies i el 9,3% de la població estaven per davall del llindar de pobresa.

## Poblacions més properes
El següent diagrama mostra les poblacions més properes.